# Marianne Sivertsen Næss

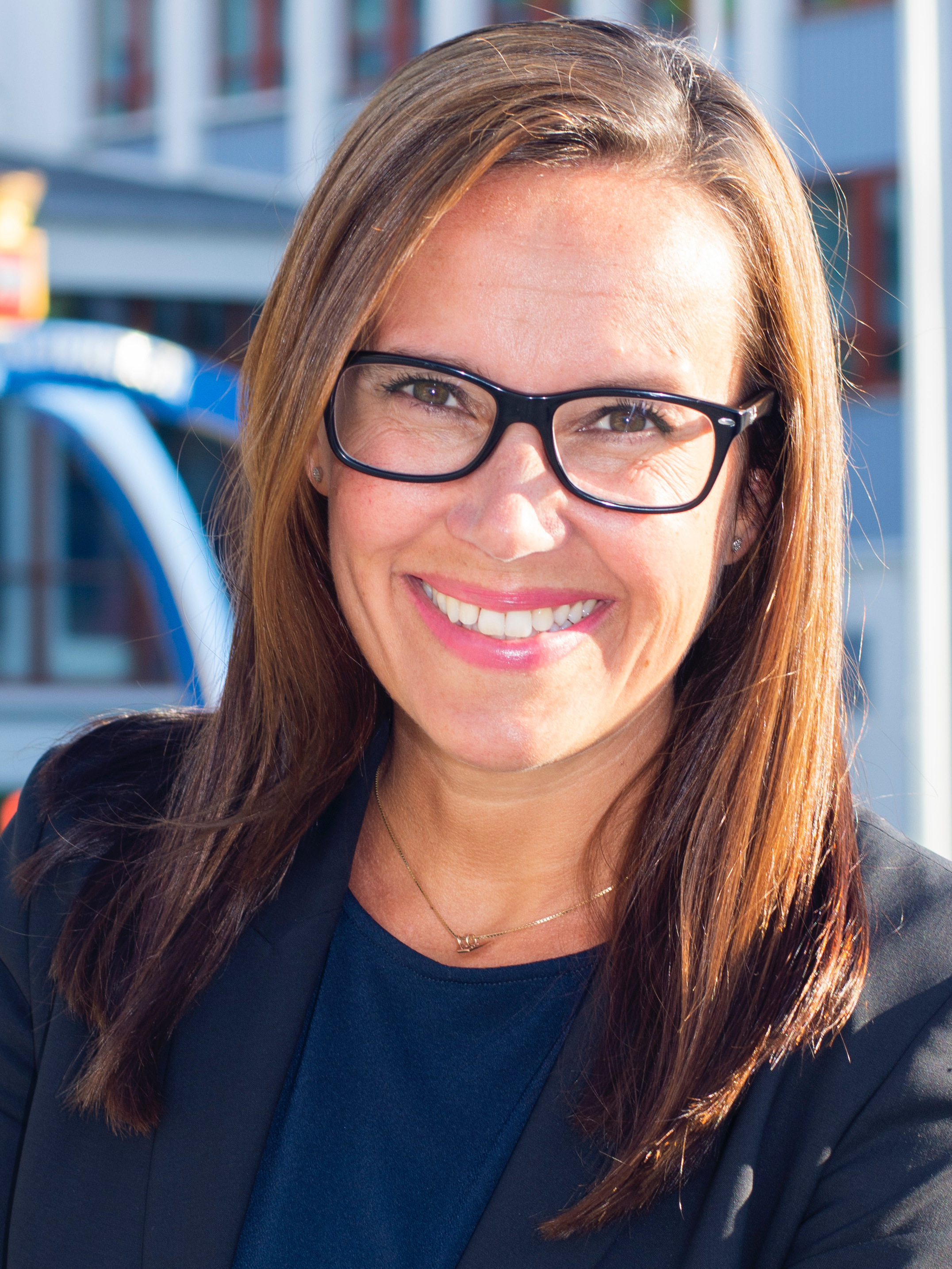
Marianne Sivertsen Næss, 2019

Marianne Sivertsen Næss (* 28. März 1974 in Hammerfest) ist eine norwegische Politikerin der sozialdemokratischen Arbeiderpartiet (Ap). Seit April 2024 fungiert sie als norwegische Ministerin für Fischerei und Meerespolitik. Seit 2021 ist sie Abgeordnete im Storting.

## Leben
Næss stammt aus Hammerfest. Sie arbeitete von 1999 bis 2005 nach ihrem Studium an der Universität Oslo und der Universität Tromsø als Lehrerin in Hammerfest. Anschließend arbeitete sie bis 2010 für Finnmarkssykehuset, bevor sie danach bis 2016 als Rektorin an der weiterführenden Schule in Hammerfest tätig war. Ab 2007 saß Næss im Kommunalparlament von Hammerfest, wobei sie in den Jahren 2011 bis 2019 die stellvertretende Bürgermeisterin der Gemeinde war. Nach der Kommunalwahl 2019 wurde sie zur Bürgermeisterin von Hammerfest gewählt.
Næss zog bei der Parlamentswahl 2021 erstmals in das norwegische Nationalparlament Storting ein. Dort vertritt sie den Wahlkreis Finnmark und wurde Mitglied im Energie- und Umweltausschuss. Im März 2022 übernahm sie den Vorsitz des Ausschusses und sie wurde Mitglied im Fraktionsvorstand der Arbeiderpartiet. Am 19. April 2024 wurde Næss im Rahmen einer kleineren Umbildung der Regierung Støre als Nachfolgerin von Cecilie Myrseth zur neuen Ministerin für Fischerei und Meerespolitik ernannt.